# Elaphoglossum decursivum
Elaphoglossum decursivum är en träjonväxtart som beskrevs av John T. Mickel. Elaphoglossum decursivum ingår i släktet Elaphoglossum och familjen Dryopteridaceae. Inga underarter finns listade.